# Ховмы
Ховмы́ (укр. Ховми) – село, расположенное на территории Борзнянского района Черниговской области (Украина) на берегу реки Ложь. Расположено в 20 км на северо-запад от райцентра Борзны. Население — 639 чел. (на 2006 г.). Адрес совета: 16422, Черниговская обл., Борзнянский р-он, село Ховмы, тел. 26–5-21.